# Karaköy
Karaköy è il nome moderno del medievale quartiere di Galata. Si tratta di una zona commerciale del distretto di Beyoğlu ad Istanbul in Turchia, sito sulla sponda nord del Corno d'Oro sulla parte europea della città divisa da quella asiatica dal Bosforo.
Karaköy è uno dei più antichi e storici nuclei della città, ed è oggi un importante centro commerciale e dei trasporti urbani. Esso è collegato ai quartieri circostanti attraverso strade provenienti da Piazza Karaköy. Il ponte di Galata collega Karaköy a Eminönü a sud-ovest, Tersane Sokak ad Azapkapı a ovest, Voyvoda Sokak con Şişhane a nord-ovest, la strada in ripida salita Yuksek Kaldirim Sokak (Beyoğlu) nella parte nord, Kemeraltı Sokak e Necatibey Sokak a Tophane nel nord-est.
Il quartiere commerciale, che in origine era il luogo nel quale, nel XIX secolo, erano concentrate banche e compagnie di assicurazione, è oggi sede di meccanici, elettrici, idraulici e venditori di componenti elettronici.

## Etimologia
Il termine Karaköy deriva dalla combinazione di "kara" e "köy". "Kara" proviene probabilmente dal turco karay, riferito alla comunità ebraica chiamata comunemente Caraimi. In un determinato periodo, i Caraimi erano la maggioranza degli abitanti del distretto. Nella lingua moderna, comunque, "kara" significa "nero" o "scuro". "Köy" significa villaggio.

## Storia
Karaköy è stato un'area portuale sin dai tempi dell'Impero bizantino quando la sponda nord del Corno d'Oro era un insediamento separato rispetto a Contantinopoli. Dopo la riconquista della città a scapito dell'Impero Latino nel 1261, l'imperatore di Bisanzio concesse, ai mercanti della Repubblica di Genova, il permesso di insediarsi e fare affari in questa posizione come parte di un patto di difesa.
Il quartiere si sviluppò rapidamente, ed i genovesi costruirono robuste fortificazioni per proteggere se stessi ed i loro magazzini. Frammenti delle mura genovesi sono ancora visibili, ma il ponte di Galata, il punto più elevato, è la più visibile. Nel XV secolo, Galata aveva l'aspetto di una città italiana.

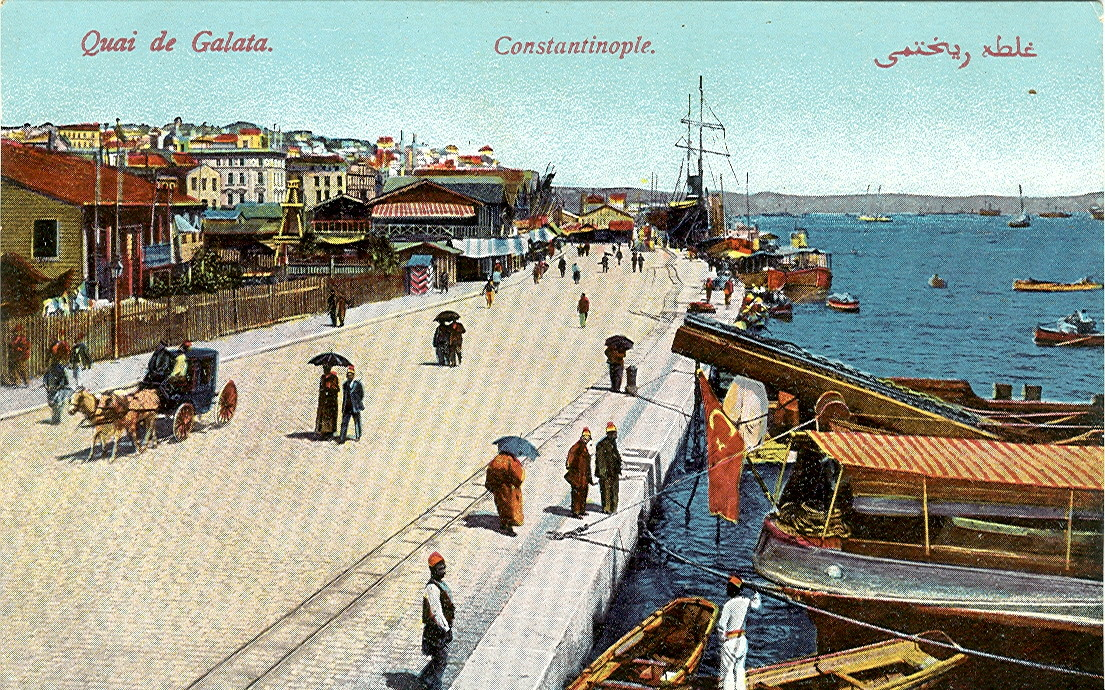
Un molo di Karaköy nei primi anni del XX secolo

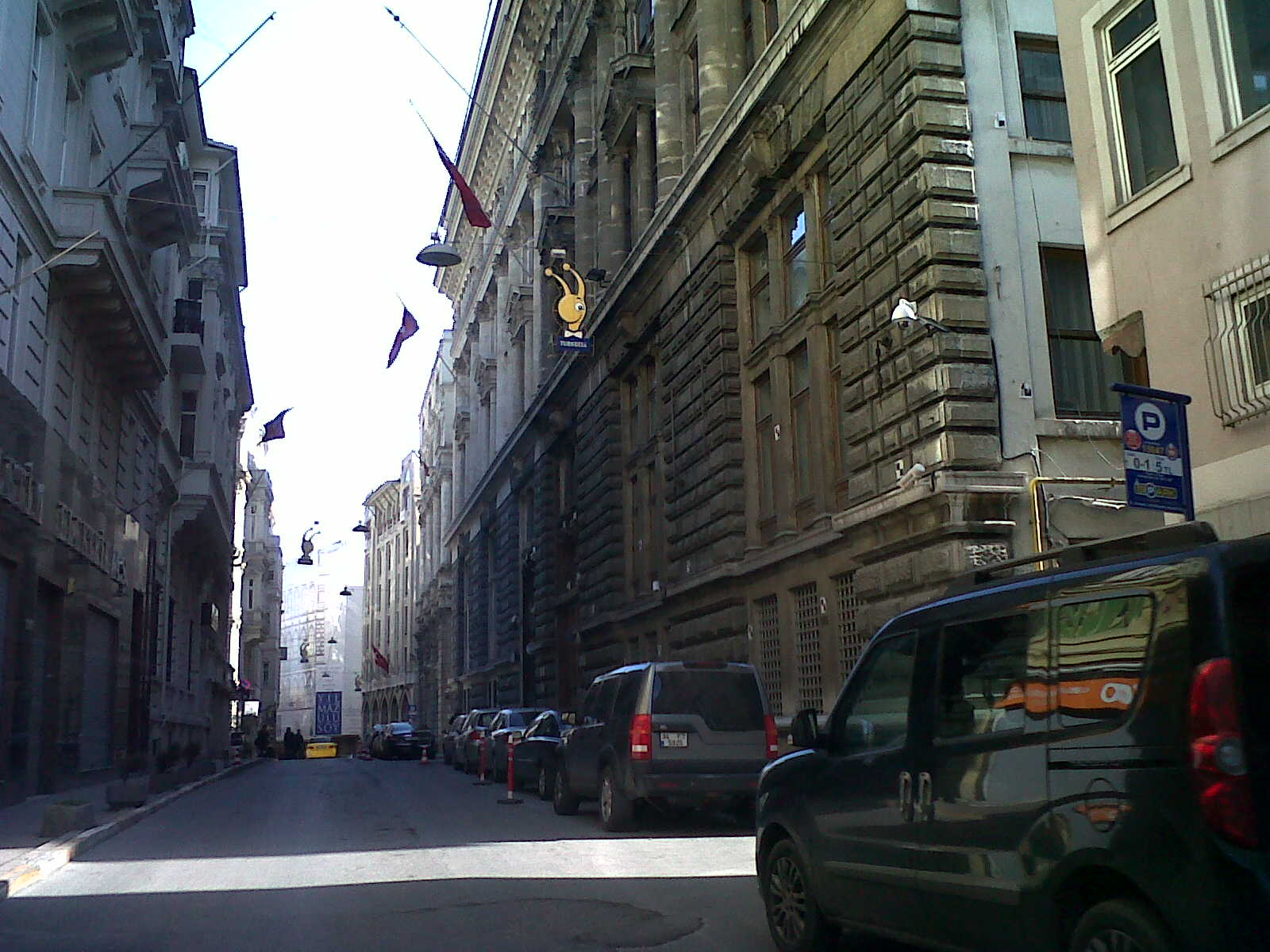
Bankalar Caddesi fu il centro finanziario di Istanbul nel periodo Ottomano. Completata nel 1892, la sede della Banca Centrale Ottomana è il primo edificio sulla destra.

Nel 1455, subito dopo la conquista di Costantinopoli, il distretto era popolato da mercanti genovesi, veneziani, catalani, genovesi di nazionalità ottomana, greci di Turchia, armeni ed ebrei di Turchia. La composizione della popolazione cambiò velocemente, e secondo il censimento del 1478, almeno la metà degli abitanti erano di religione musulmana. Dal 1500 in poi, vi si stabilirono molti ebrei sefarditi fuggiti dall'Inquisizione spagnola.
Karaköy visse una seconda ondata di abitanti di religione cristiana quando britannici, francesi ed italiani giunsero ad Istanbul per combattere nella guerra di Crimea (1854–1856). La scarsità di banchine portuali rese difficoltoso lo sbarco delle truppe e degli armamenti. Nel 1879, una società francese ottenne l'autorizzazione a costruire un molo a Karaköy, opera completata nel 1895.
Nell'ultimo decennio del XIX secolo, Karaköy si sviluppò come distretto finanziario e delle banche. La Banca Ottomana vi stabilì la sua sede centrale e società di assicurazioni italiane e austriache vi stabilirono loro filiali.
Con l'aumento dell'attività commerciale nel XX secolo, il porto venne ampliato con edifici per la dogana, sala d'aspetto per i passeggeri e depositi per le merci. Karaköy divenne famoso anche per le taverne greche sorte sui suoi moli.
Dopo il 1917, migliaia di russi giunsero qui per sfuggire alla Rivoluzione russa.

## Trasporti

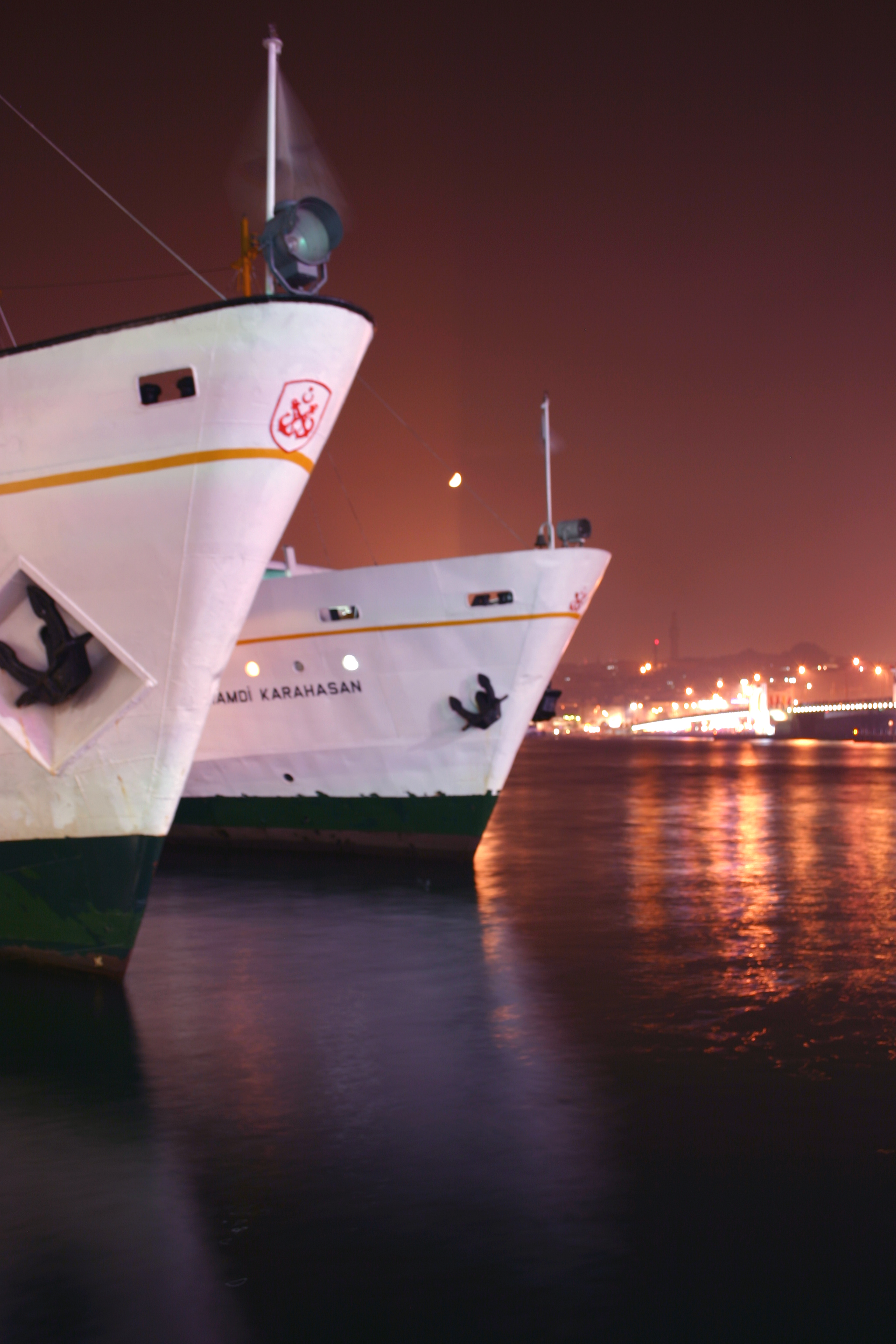
Traghetti nel porto di Karaköy

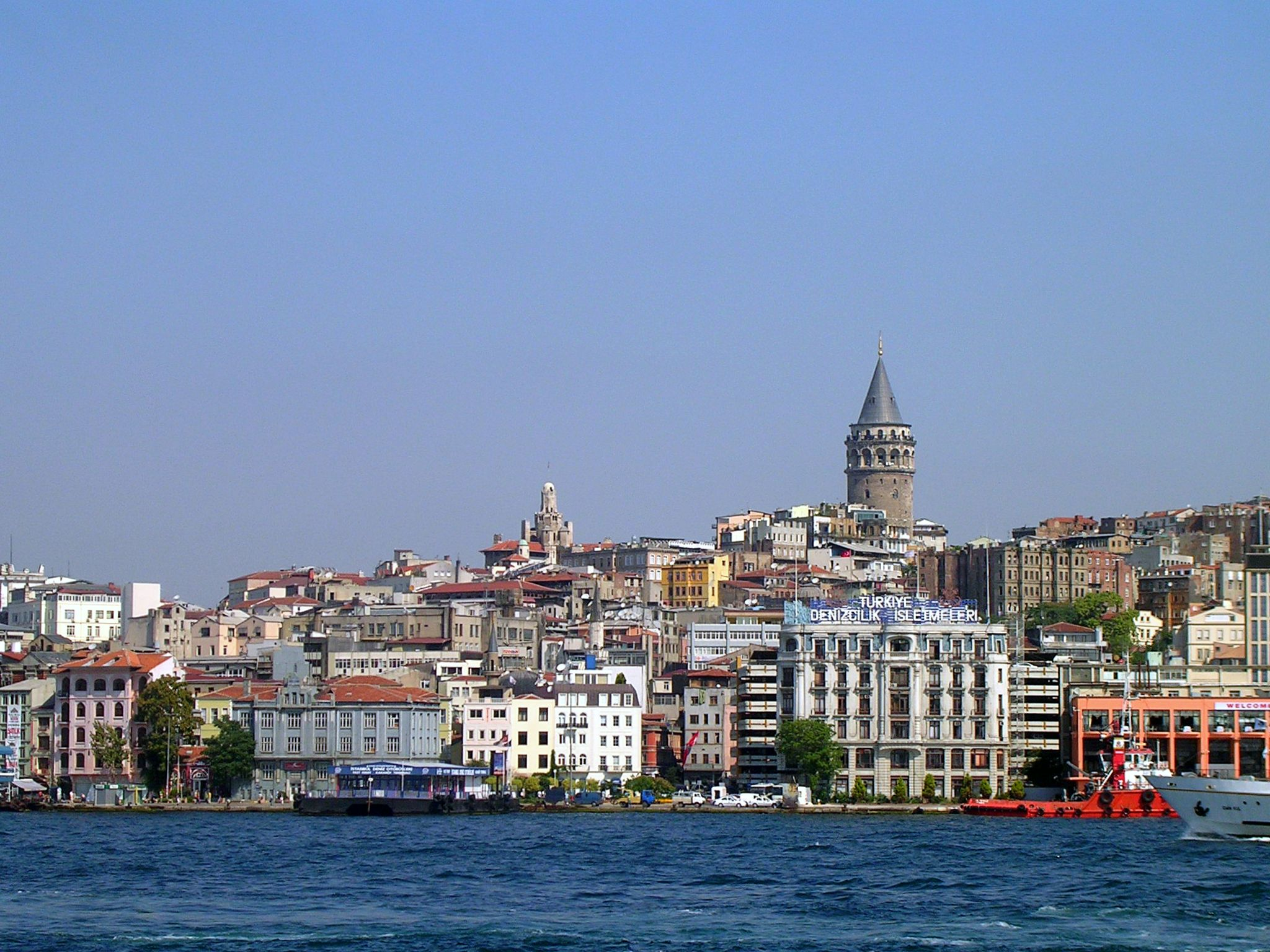
Vista di Karaköy e della Torre di Galata dal Bosforo

Karaköy è il centro dei collegamenti con il resto della Turchia e delle nazioni vicine.
Il ponte di Galata collega Karaköy con la città antica di Istanbul, con la linea tramviaria Zeytinburnu-Kabataş. La funicolare, chiamata Tünel, trasporta la gente da Karaköy all'İstiklal Caddesi a Beyoğlu dal 1876. I traghetti effettuano corse ogni 10 o 20 minuti collegando le diverse parti della città attraverso il Bosforo.
Dal porto di Karaköy, i traghetti collegano Istanbul con il Mar Nero raggiungendo Odessa, Jalta, Sebastopoli, Cherson, Eupatoria, Novorossijsk e Costanza. Navi da crociera collegano i porti del Mediterraneo come Atene, Ragusa (Croazia), Civitavecchia e Trieste.

## Commercio
Centro di affari attivo per secoli, Karaköy rimane un importante centro commerciale di Istanbul. Tutti i tipi di strumenti e ricambi meccanici sono commercializzati a Persembe Pazarı (letteralmente mercato del giovedì) intorno al Tersane Sokak. I negozi che vendono articoli elettrici sono situati Voyvoda Sokak. La rubinetteria si trova intorno a Kemeraltı Sokak. Selanik Pasaji, un centro commerciale sulla Piazza Karaköy, ospita negozi specializzati in componenti elettronici. Un mercato sotterraneo consente anche un passaggio sicuro sotto la trafficata strada che attraversa la piazza Karaköy.
Karaköy è anche un centro noto per le specialità culinarie come pesce, börek (pasticceria), muhallebi (pudding turco) e baklava. Numerosi piccoli ristoranti di pesce, pub e caffetterie si trovano sotto la carreggiata di Karaköy del ponte di Galata ed attraggono turisti locali e stranieri. 
Il distretto a luci rosse di Istanbul si trova a Karaköy.

## Siti d'interesse

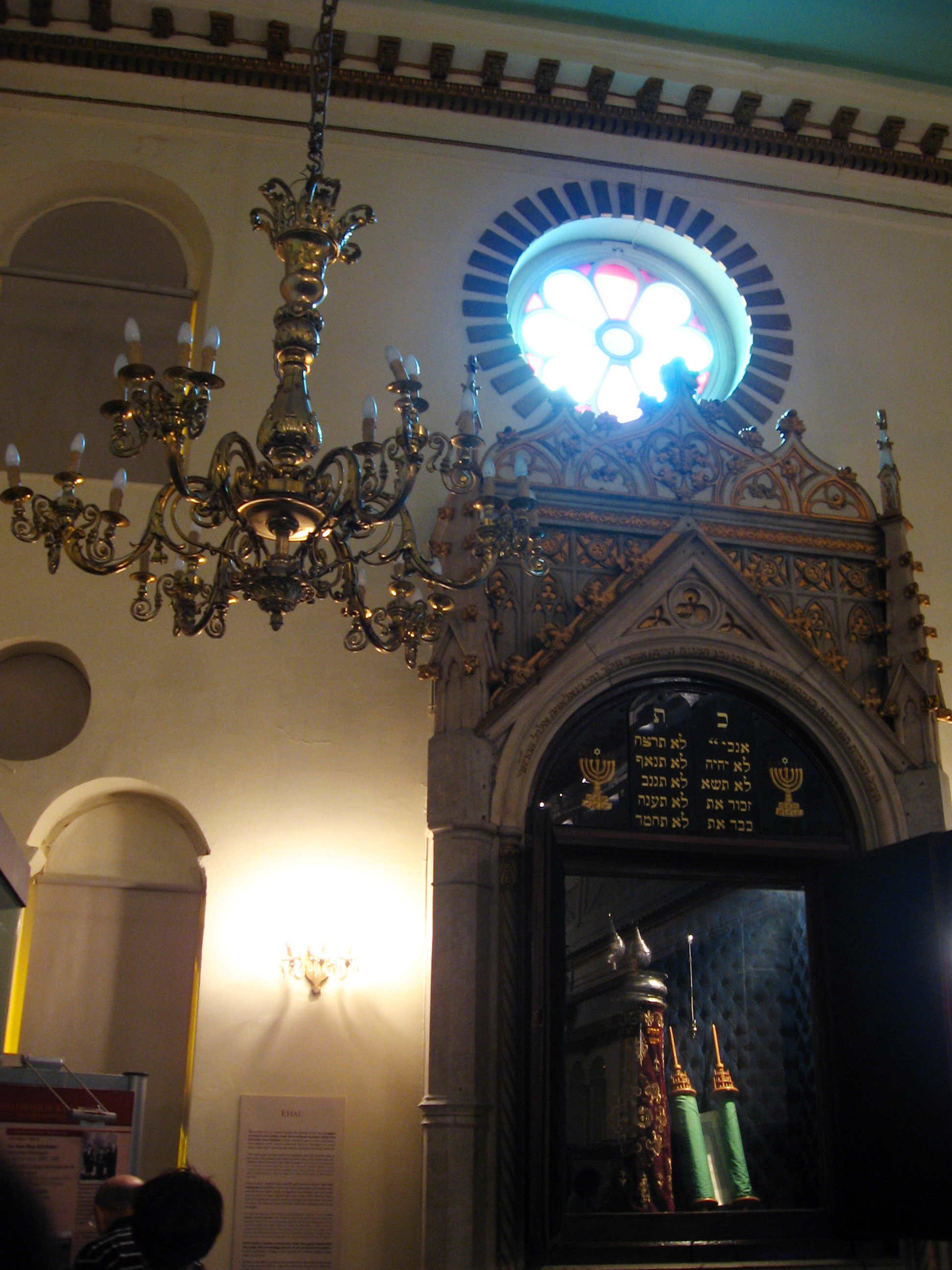
La sinagoga Zülfaris ospita il Museo degli ebrei di Turchia

La presenza di vari siti religiosi ed educativi a Karaköy come chiese cattoliche e greco-ortodosse, armeni e bulgari, sinagoghe ebraiche, scuole greche, ebraiche, francesi, italiane e austriache, riflettono il suo carattere storico cosmopolita.
Una grande quantità di monumenti architettonici, sia pure in stato di abbandono, si trovano nelle strade di Karaköy, lasciati dalle comunità europee che hanno prosperato qui durante il periodo ottomano.
- Torre di Galata
- Scale di Camondo, fatte costruire dal ricco banchiere ebreo sefardita Abraham Camondo (1785-1873), in stile barocco, vanno da Voyvoda Sokak up agli eleganti palazzi costruiti sulla collina nel XIX secolo.[4]

Musei
- Istanbul Modern, il primo e unico museo turco dedicato all'arte moderna, dal 2004 è ospitato nei restaurati antichi magazzini navali n. 4.[5]
- Museo della Banca Ottomana
- Museo degli ebrei di Turchia

Chiese
- San Pietro e Paolo, chiesa domenicana costruita nel 1604 dai genovesi vicina al convento dei frati, e ricostruita nel periodo 1841-1843 dall'architetto Gaspare Fossati, dopo essere stata distrutta dal fuoco per due volte.
- Chiesa di San Giorgio, costruita nel periodo 1675-1677 dai francescani e restaurata nel 1908 dagli austriaci.

Moschee
- Moschea Arap con il minareto a pianta quadrata, la più antica moschea di Istanbul riconvertita all'uso da una precedente chiesa realizzata dagli esuli fuggiti all'Inquisizione Spagnola.
- Moschea Sokullu o Moschea Azap Kapi
- Moschea Yeralti (Moschea sotterranea) costruita nel XVII secolo.

## Scuole
- Sankt Georg Avusturya Lisesi (Österreichisches St. Georgs-Kolleg Istanbul)
- Deutsche Schule Istanbul (Özel Alman Lisesi) Scuola privata di lingua tedesca
- Italyan lisesi (liceo scientifico italiano)
- St. Benoit High School, fondata nel 1583 dai gesuiti francesi
- Karaköy Greek Orthodox High school
- Getronagan Armenian High School (fondata nel 1886)